# SJ Tb sorozat
Az SJ Tb egy svéd dízel-villamos erőátvitelű önjáró hóeke. 1969 és 1970 között gyártotta a NOHAB. Összesen tíz db készült belőle az SJ részére.